# Jacobus Arminius
Jacobus Arminius, latinisering van Jacobus Hermansz(oon), (Oudewater, 10 oktober 1560 – Leiden, 19 oktober 1609) was een Nederlandse predikant en godgeleerde tijdens het begin van de Tachtigjarige Oorlog.
Het arminianisme is naar hem genoemd. Zijn navolgers verenigden zich als de remonstranten.

## Levensloop
Op het moment van zijn geboorte was zijn vader, die wapensmid was, al overleden. Jacobus Arminius werd opgevoed door Theodorus Aemilius, een priester met protestantse sympathieën. Omstreeks 1572 (het jaar dat Oudewater veroverd werd door de opstandelingen) verhuisde Aemilius met Arminius naar Utrecht. Waarschijnlijk studeerde Arminius daar aan de Hieronymusschool. Nadat Aemilius in 1574 of 1575 overleed, kwam Arminius in contact met de wiskundige Rudolphus Snellius, die ook uit Oudewater kwam. Snellius liet Arminius studeren aan de Universiteit van Marburg, waar Snellius hoogleraar was. Terwijl hij daar studeerde kwamen zijn moeder, broer en zus om het leven tijdens het Beleg van Oudewater. In 1576 schreef Arminius zich in als student vrije kunsten en theologie, aan de toen nog maar net opgerichte Universiteit van Leiden. Tijdens zijn studie viel hij zo op, dat hij van het kramersgilde van Amsterdam een beurs kreeg om verder te studeren in Genève. Arminius studeerde daar onder de opvolger van Calvijn, Theodorus Beza. Na zijn studie in Genève (waarbij hij enkele semesters in Bazel doorbracht), reisde hij in 1586 naar Italië. In 1587 werd hij beroepen als predikant in Amsterdam.
In 1588 werd Arminius bevestigd als predikant van de Oude Kerk. In Amsterdam trouwde Arminius in 1590 met Lijsbet Reael (1569-1648) en werd hij zodoende de zwager van Laurens Reael. Vanaf 1591 werd Arminius aangevallen door zijn collega-predikant Petrus Plancius, vanwege Arminius' vrije interpretatie van de predestinatie (goddelijke uitverkorenheid). In 1593 werd hun ruzie gesust.
In 1603 werd Arminius hoogleraar theologie te Leiden. Zijn collega-hoogleraar Franciscus Gomarus protesteerde hier heftig tegen. Vrijwel direct, in 1604, kwamen de hoogleraren met elkaar in botsing. Hun conflict draaide om de rechtvaardigingsleer en het daaraan grenzende leerstuk van de predestinatie. Voor Arminius was het geloof van een mens tot op zekere hoogte voorwaarde voor het vergevend oordeel waarin God die mens 'rechtvaardigt', dat wil zeggen rechtvaardig verklaart. Het geloof is geen afdoende, maar wel een noodzakelijke voorwaarde voor Gods vergeving. Voor Gomarus was de rol van het geloof hier louter een instrumentele: het was de door de Geest gewekte aanvaarding door een mens van Gods rechtvaardigend oordeel. Als Gods vergeving in alle opzichten aan het geloof voorafgaat (zoals Gomarus dacht), is het een logische volgende stap om daarbij te onderstrepen: dit oordeel en het besluit om een mens tot geloof daaraan te brengen zijn bij God niet opeens opgekomen, maar vormen zijn verkiezing van eeuwigheid. Als men (met Arminius) de vrije keuze voor het geloof onderstreept, moet men Gods eeuwig raadsbesluit ook als medeafhankelijk van deze menselijke keuze opvatten. Zo komt men van de rechtvaardigingsleer als vanzelf op de predestinatieleer. Deze verschuiving heeft zich in de discussie tussen arminianen en gomaristen inderdaad voltrokken. De Amsterdamse predikant Plancius mengde zich in de strijd en koos partij voor Gomarus. Al snel groeide het religieuze meningsverschil uit tot een nationale, politieke strijd. In 1607 werd een commissie in het leven geroepen die het conflict moest beslechten.

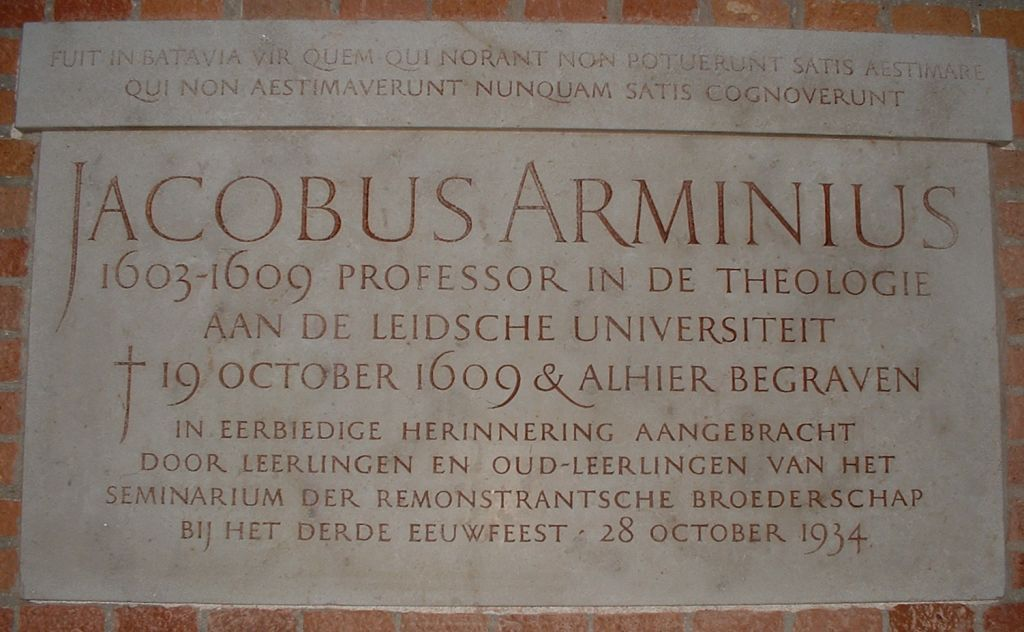
Gedenksteen voor Arminius in de Pieterskerk te Leiden.

Om het conflict te stoppen werden Arminius en Gomarus opgeroepen voor het Hof van Holland en de Staten van Holland te verschijnen. Dit loste niets op. In 1609 belegden de Staten van Holland een nieuwe zitting om de theologen bij elkaar te brengen. Jacobus Arminius moest deze zitting wegens ziekte verlaten: hij stierf op ongeveer vijftigjarige leeftijd in Leiden in oktober van dat jaar en werd in de Pieterskerk begraven.

## De Nasleep
In diverse steden raakten Remonstrantse predikanten in conflict met de vroedschap; in andere steden werden contra-remonstrantse predikanten afgezet. In 1610 kwamen de Remonstranten met Vijf artikelen. De Staten-Generaal der Nederlanden kreeg veel verzoeken binnen om meer contra-remonstrantse predikanten aan te stellen. In 1616 gaf Hugo de Groot een lezing in Amsterdam over tolerantie tussen de strijdende partijen. Amsterdam was min of meer het centrum van het verzet tegen de Remonstranten. In februari 1617 kwam het daar tot rellen op zondagochtend voor het huis van Joachim Rendorp en Rem Bisschop. Jacob Taurinus schreef een pamflet waarin hij de overheid voorhield het heft in handen te blijven houden en de steden opriep hun oude privileges op te eisen. De Staten gaven de vroedschappen toestemming waardgelders aan te nemen, want de schutterijen waren veelal calvinistisch.
De regering onder Johan van Oldenbarnevelt hield een synode zo lang mogelijk tegen, omdat het afbreuk zou doen aan haar gezag. Op 6 oktober 1617 sprak Dudley Carleton in naam van Jacobus I van Engeland zich in de Staten-Generaal der Nederlanden uit voor het houden van een synode. Hij was in staat op juridisch vlak met Grotius en Van Oldenbarneveldt te redetwisten en slaagde erin de relaties tussen Engeland en de Nederlanden te verbeteren, dankzij zijn polariserende houding tegenover de Arminianen. Op 26 oktober 1617 vertrok Stadhouder Maurits stilletjes uit Den Haag, om Delft, Schiedam, Rotterdam, Dordrecht en Gorinchem tot de synode te bewegen en aan te dringen op het opheffen van de waardgelders. In maart en mei 1618 probeerde de prins bij zijn bezoek aan Gelderland en Overijssel de gewesten over te halen tot een synode. Van Oldenbarnevelt werd ondertussen beschuldigd van het aannemen van steekpenningen van Spanje. Hij kreeg nog meer kritiek over zich heen toen de raadspensionaris een brief schreef aan de stadhouder. Eind juli 1618 vertrok de prins naar Utrecht. Het aanhouden van waardgelders werd door de kapitein-generaal van het Staatse leger als rebellie beschouwd en Van Oldenbarnevelt, Grotius en Hogerbeets zijn gevangengezet. De Prins besloot de waardgelders in Utrecht te dwingen de wapens neer te leggen; daarvoor werden alle straten naar de Neude afgezet. De Provinciale Staten besloten al spoedig tot afdanking van alle waardgelders; op 25 augustus gingen ook de Staten van Holland akkoord met een synode, die in november bijeenkwam en waarvan de uitkomst min of meer al duidelijk was. De Synode van Dordrecht besloot dat de leer van Gomarus de leer van de Gereformeerde Kerk was. Een afscheiding kon niet langer worden tegengehouden en de remonstranten richtten in september 1619 de Remonstrantse Broederschap op.

## Theologie
In zijn theologie week hij onder andere op het punt van de predestinatie, de vrije wil en de erfzonde af van het kerkelijk-calvinistische belijden zoals dat was vastgelegd in de Nederlandse Geloofsbelijdenis en de Heidelbergse Catechismus. Hij is de grondlegger van het Arminianisme, aanvankelijk een stroming binnen de Nationaal Gereformeerde kerk die streefde naar aanpassing van de belijdenis. Na zijn dood kwamen de volgelingen van Arminius in 1610 met een verweerschrift of remonstrantie dat in de kern de dikwijls als de vijf artikelen van de remonstranten aangeduide verdediging bevatte.
Na de Synode van Dordrecht in 1618-1619, waar het arminianisme werd veroordeeld en afgewezen, hebben de volgelingen van Arminius de Remonstrantse broederschap gesticht. Overigens was het nooit de bedoeling van Arminius, noch van de remonstranten, een eigen kerk te stichten. Zij wilden binnen de kerk ruimte vragen voor Arminius' gedachten. Door zijn geleidelijk toenemende en verder afwijkende gedachten kwam Arminius, nadat hij overigens eerst bij hem was gepromoveerd en er aanvankelijk geen tegenstellingen waren, uiteindelijk in conflict met zijn collega-hoogleraar Franciscus Gomarus. Het leer-conflict tussen Arminius en Gomarus en hun respectievelijke aanhangers leidde uiteindelijk ook tot een politiek conflict waarbij het ging om de relatie tussen kerk en overheid, zeker in de 17e eeuw een uitermate gevoelige kwestie.
In die relatie (kerk en staat) was Johan van Oldenbarnevelt, hoewel persoonlijk geen aanhanger van de theologische gedachten van Arminius en ook geen partijganger van Arminius (hetgeen abusievelijk vaak wordt gesteld!), van mening dat er binnen de kerk ruimte moest zijn voor de verschillende opvattingen. Prins Maurits echter was van oordeel dat de vaderlandse kerk calvinistisch behoorde te zijn. Uiteindelijk is dit conflict over de visie op de kerk en op haar verhouding tot de staat in de Republiek der Zeven Verenigde Nederlanden een van de factoren geweest die geleid hebben tot de politieke ondergang en de executie van Johan van Oldenbarnevelt.
De Synode van Dordrecht heeft de calvinistische leer onderstreept en vastgelegd in de Dordtse Leerregels, dikwijls nog steeds aangeduid als 'de vijf artikelen tegen de Remonstranten'. De Dordtse Leerregels vormden sindsdien een belijdenisgeschrift van de Nederlandse kerk; dat bleven ze ook in de volgende eeuwen, bijvoorbeeld in de periode van schisma's, waaruit naast de Gereformeerde Kerk ook de Nederlands Hervormde Kerk en bijvoorbeeld later weer de Christelijk Gereformeerde Kerk zijn ontstaan. Ook bij het weer samengaan van de protestantse hoofdstromen in het het zogenoemde 'Samen-op-Weg-proces' dat uitmondde in de Protestantse Kerk Nederland (PKN) in 2004, bleven de Dordtsche Leerregels (de Vijf Artikelen tegen de Remonstranten) als belijdenisgeschrift gehandhaafd. Dat heeft er toe bijgedragen, naast andere argumenten, dat de Remonstranten geen deel uitmaken van PKN, maar ervoor gekozen hebben een zelfstandig kerkgenootschap te blijven.
Buiten de Nederlanden is de Methodistische kerk de grootste protestantse stroming die zich op het Arminianisme beroept. Deze kerk ontstond in de 18e eeuw in Engeland (geleid door de gebroeders John Wesley en Charles Wesley) en heeft vooral in de Verenigde Staten aanhang.

## Trivia
- In Hoorn is een steeg die zijn naam draagt: het 'Arminiaanse Glop'. Deze leidt naar een schuilkerk waar destijds de Hoornse arminianen bijeen kwamen.
- In Oudewater aan de Markt bevindt zich het geboortehuis van Arminius, een groot deel van zijn familie kwam om op 7 augustus 1575 tijdens de bezetting van Oudewater door Spaanse troepen.
- De landelijke gemeente voor Jonge Remonstranten tussen 20 en 35 jaar is ook vernoemd naar Jacobus: jongerengemeente Arminius.
- Onder het Remonstrants Seminarium valt het Arminius Instituut en als zodanig is het verbonden aan de Faculteit Godgeleerdheid van de Vrije Universiteit, Amsterdam. Het is een wetenschappelijke instelling voor remonstrants theologiseren, met aandacht voor vragen uit de academische theologie, de kerk en de samenleving.
- In Rotterdam wordt de Remonstrantse kerk geëxploiteerd door 'Arminius'. Arminius is het podium voor kunst, cultuur en debat in Rotterdam en verhuurt de stijlvolle zalen en kamers in dit Rijksmonument, dat midden in het culturele hart van Rotterdam ligt, voor bijeenkomsten, concerten, congressen, huwelijken en recepties.
- In 2008 verscheen een theologisch proefschrift over Arminius en zijn gedachtegoed van William den Boer,[9] waarover in het dagblad Trouw werd opgemerkt "Met dit werk over Arminius blijft het onrustig in die kerk".[10]
- Op 14 januari 2010 verscheen ter gelegenheid van 400 jaar Remonstrantie de glossy Arminius -voorvechter van de vrije wil. Deze werd uitgegeven door de Remonstrantse Broederschap in samenwerking met Boekencentrum in Zoetermeer.